# Arcas venus
Arcas venus är en fjärilsart som beskrevs av Fabricius 1781. Arcas venus ingår i släktet Arcas och familjen juvelvingar. Inga underarter finns listade i Catalogue of Life.